# Jean Boulenger

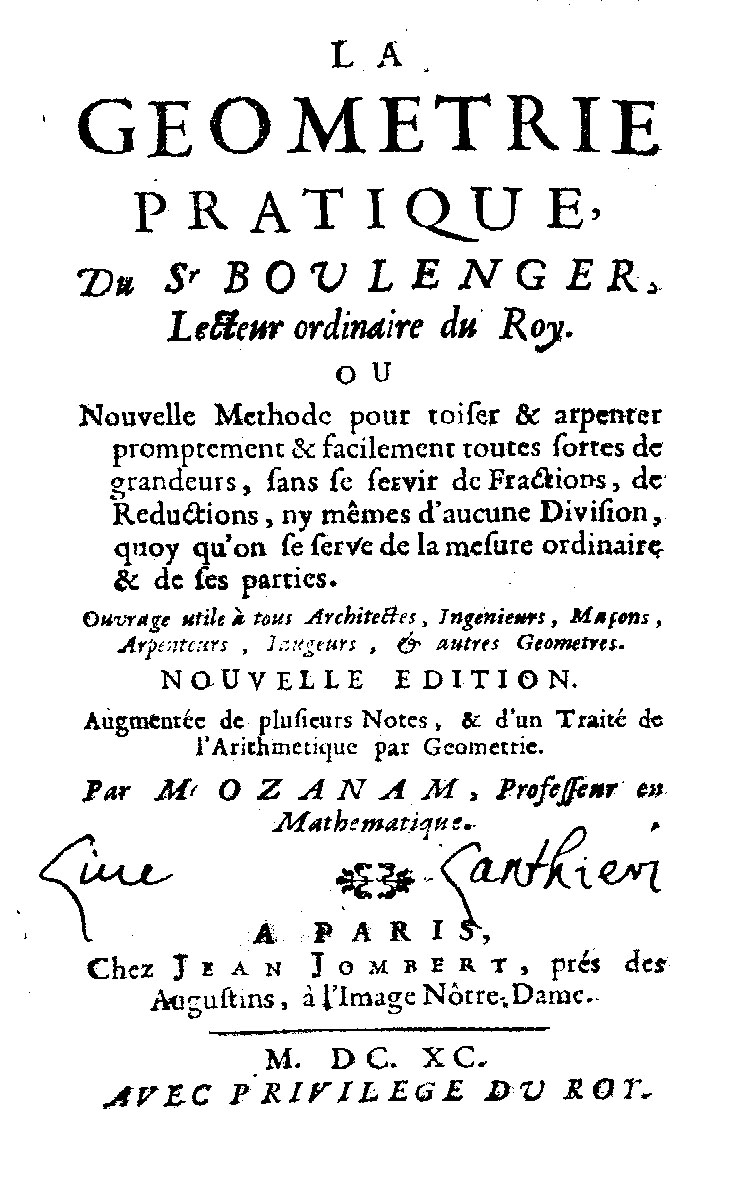
La Géométrie pratique, 1690

Jean Boulenger o Bulenger (Poissy, intorno al 1550 – Parigi, 1636) è stato un matematico e docente francese.

## Biografia
Fu membro del Collège Royal a partire dal 1607 al posto di Henri de Monantheuil e fu precettore di Luigi di Borbone-Soissons. Nel 1635, partecipò con Daniel Hay du Chastelet, il presidente Étienne Pascal, Claude Mydorge ed Hérigone, all'assemblea convocata dal Cardinale Richelieu per decidere la validità del metodo di Jean-Baptiste Morin. La commissione diede esito negativo il 6 febbraio 1635.

## Opere

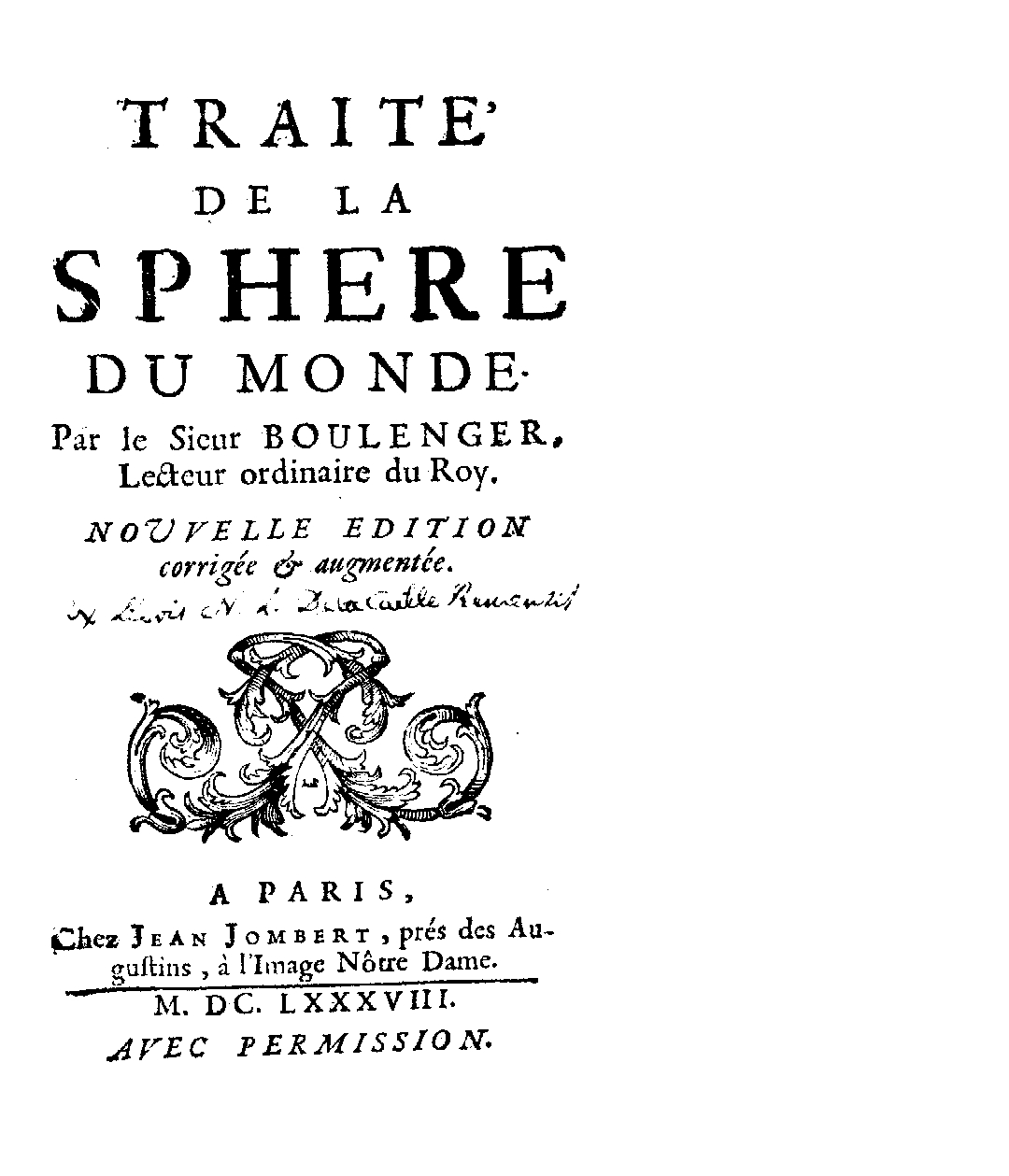
Traité de la sphère du monde, 1688

- (FR) Traité de la sphère du monde, A Paris, Claude Jombert, Jean Jombert, Pierre Le Mercier, 1688.
- (FR) La Géométrie pratique, A Paris, Jean Jombert, 1690.